# Красная книга Саратовской области
Красная книга Саратовской области — аннотированный список редких и находящихся под угрозой исчезновения животных, растений и грибов Саратовской области. Она была подготовлена специалистами из Комитета охраны окружающей среды и природопользования Саратовской области.

## Издание
Первое издание Красной книги Саратовской области вышло в 1996 году. Второе издание Красной книги Саратовской области выпущено в 2006 году. Третье издание Красной книги Саратовской области выпущено в 2021 году.
В этом издании оценка состояния видов и популяций проведена по категориям, сочетающим как категории Красной книги Российской Федерации, так и категории Международного союза охраны природы, которые соотносятся следующим образом:
| \| Категории Красной книги России \| Категории по системе МСОП \| Категории Красной книги Саратовской области \| \| 0 — вероятно исчезнувшие \| RE — вероятно исчезнувшие в регионе \| 0 (RE) \| \| 1 — находящиеся под угрозой исчезновения \| CR — находящиеся в критическом состоянии (на грани исчезновения) \| 1 (CR) \| \| 2 — сокращающиеся в численности \| EN — находящиеся в опасном состоянии (исчезающие) \| 2 (EN) \| \| 3 — редкие \| VU — уязвимые \| 3 (VU) \| \| 3 — редкие \| NT — находящиеся в состоянии, близком к угрожаемому (потенциально уязвимые) \| 3 (NT) \| \| 3 — редкие \| LC — вызывающие наименьшие опасения \| 3 (LC) \| \| 4 — неопределенные по статусу \| DD — недостаточно изученные \| 4 (DD) \| \| 5 — восстановленные и восстанавливающиеся \| (отсутствует) \| 5 \| |                                                                             |                                             |
| Категории Красной книги России | Категории по системе МСОП                                                   | Категории Красной книги Саратовской области |
| 0 — вероятно исчезнувшие | RE — вероятно исчезнувшие в регионе                                         | 0 (RE)                                      |
| 1 — находящиеся под угрозой исчезновения | CR — находящиеся в критическом состоянии (на грани исчезновения)            | 1 (CR)                                      |
| 2 — сокращающиеся в численности | EN — находящиеся в опасном состоянии (исчезающие)                           | 2 (EN)                                      |
| 3 — редкие | VU — уязвимые                                                               | 3 (VU)                                      |
| 3 — редкие | NT — находящиеся в состоянии, близком к угрожаемому (потенциально уязвимые) | 3 (NT)                                      |
| 3 — редкие | LC — вызывающие наименьшие опасения                                         | 3 (LC)                                      |
| 4 — неопределенные по статусу | DD — недостаточно изученные                                                 | 4 (DD)                                      |
| 5 — восстановленные и восстанавливающиеся | (отсутствует)                                                               | 5                                           |

В книге представлен список редких и находящихся под угрозой исчезновения растений и животных Саратовской области, который включает 578 видов, из них 277 – покрытосеменных растений, 1 – водорослей, 16 – мохообразных, 13 – папоротникообразных, 1 – голосеменных, 6 – лишайников, 19 – грибов, 19 – водных беспозвоночных, 111 – наземных беспозвоночных, 2 – круглоротых, 16 – костных рыб, 1 – амфибий, 6 – рептилий, 68 – птиц и 27 – млекопитающих.
Для каждого вида приведены иллюстрации, карта распространения, определены статус и категория редкости, даны краткое описание, сведения о численности и необходимых мерах охраны.

## Списки видов

### Растения и грибы
В новое издание 2021 года в Красную книгу Саратовской области внесены 19 видов – грибов, 6 видов – лишайников, 1 вид – водорослей, 16 видов – мохообразных, 10 видов – папоротникообразных, 3 вида - плауновидных, 1 вид – голосеменных и 277 видов – покрытосеменных растений (в скобках указана категория редкости).

## Текст заголовка
| Fungi — Грибы                                                             |
| ------------------------------------------------------------------------- |
| Calvatia gigantea, (Batsch) Lloyd — Головач гигантский (3 б)              |
| Leucoagaricus nymphaeum, (Kalchbr.) Bon — Гриб-зонтик девичий (1)         |
| Boletus appendiculatus, (Schaeff.) — Боровик девичий (3 б)                |
| Clavariadelphus pistillaris, (L.) Donk — Клавариадельфус пестиковый (3 б) |
| Ganoderma lucidum, (Curtis) P. Karst. — Трутовик лакированный (3 б        |
| Geastrum corollinum, (Batsch) Hollós — Земляная звезда бородавчатая (3 б) |
| Geastrum coronatum, (Pers.) Hollós — Земляная звезда увенчанная (3 б)     |
| Geastrum fimbriatum, (Fr.) — Земляная звезда бахромчатая (3 б)            |
| Geastrum floriforme, (Vittad.) — Земляная звезда цветковидная (3 б)       |
| Geastrum kotlabae, (V.J.Stanĕk) — Земляная звезда Котлаба (3 б)           |
| Geastrum schmidelii, (Vittad.) — Земляная звезда Шмиделя (3 б)            |
| Geastrum striatum, (DC.) — Земляная звезда полосатая (3 б)                |
| Gyroporus castanets]], (Bull.) Quel — Гиропорус каштановый (3 б)          |
| Gyroporus cyanescens, (Bull.) Quel — Гиропорус синеющий (3 б)             |
| Hericium coralloides, (Scop.) Pers. — Ежовик коралловидный (3 б)          |
| Marcella steppicola, (Zerova) — Сморчок степной (2 а)                     |
| Mutinus ravenelii, (Berk.) E. Fisch. — Мутинус Равенеля (4)               |
| Polyporus rhizophilus, (Pat.) — Полипорус корнелюбивый (3 б)              |
| Sparassis crispa, (Wulfen) Fr — Спарассис курчавый (4)                    |

| Lichenes — Лишайники                                                        |
| --------------------------------------------------------------------------- |
| Cladonia decorticata, (Flörke) Spreng. — Кладония бескоровая (3 б)          |
| Aspicilia fruticulosa, (Eversm.) Flagey — Аспицилия кустистая (3 г)         |
| Bryoria capillaris, (Ach.) Brodo et D. Hawksw. — Бриория волосовидная (3 г) |
| Parmelina tiliacea, (Hoffm.) Hale — Пармелина липовая (3 б)                 |
| Pseudevernia furfuracea, (L.) Zopf — Псевдеверния зернистая (2 а)           |
| Cetraria aculeata, (Schreb.) Fr. — Цетрария колючая (2 а)                   |

| Algae — Водоросли                                                              |
| ------------------------------------------------------------------------------ |
| Tolypella prolifera, (Ziz) ex A.Braun Leonh. — Толипелла пролифелирующая (3 б) |

| Bryophyta — Мохообразные                                                             |
| ------------------------------------------------------------------------------------ |
| Climacium dendroides, (Hedw.) F.Weber & D.Mohr — Климаций древовидный (2)            |
| Encalypta streptocarpa, (Hedw.) — Энкалипта скрученноплодная (1)                     |
| Fontinalis antipyretica, (Hedw.) — Фонтиналис противопожарный (3 б)                  |
| Leucodon sciuroides, (Hedw.) Schwägr. — Левкодон беличий (3 б)                       |
| Neckera pennata, (Hedw.) — Некера перистая (3 б)                                     |
| Polytrichum commune, (Hedw.) — Кукушкин лён обыкновенный (4)                         |
| Didymodon fallax, (Hedw.) R.H.Zander — Дидимодон ржаво-бурый (3 б)                   |
| Microbryum curvicollum, (Hedw.) R.H.Zander — Микробриум кривошеий (3 в)              |
| Pterygoneurum kozlovii, (Laz.) — Птеригонеурум Козлова (4)                           |
| Tortula muralis, (Hedw.) — Тортула стенная (3 в)                                     |
| Ptilium crista-castrensis, (Hedw.) De Not. — Птилиум гребенчатый (2 а)               |
| Stereodon vaucheri, (Lesq.) H. Lindb. ex Broth. — Стереодон Воше(3 б, в)             |
| Sphagnum magellanicum, (Brid.) — Сфагнум магелланский (0)                            |
| Sphagnum platyphyllum, (H. Lindb. ex Braithw.) Warnst. — Сфагнум плосколистный (2 а) |
| Abietinella abietina, (Hedw.) M. Fleisch. — Абиетинелла пихтовидная (2 а)            |
| Thuidium recognitum, (Hedw.) H. Lindb. — Туидиум признанный (3 б)                    |

| Polypodióphyta — Папоротниковидные                                      |
| ----------------------------------------------------------------------- |
| Gymnocarpium dryopteris, (L.) Newman — Голокучник обыкновенный (1)      |
| Athyrium filix-femina, (L.) Roth ex Mert. — Кочедыжник женский (2 а)    |
| Botrychium lunaria, (L.) Sw. — Гроздовник полулунный (1)                |
| Dryopteris cristata, (L.) A. Gray — Щитовник гребенчатый (2 а)          |
| Dryopteris carthusiana, (Vill.) H. P. Fuchs — Щитовник Картузиуса (2 а) |
| Dryopteris filix-mas, (L.) Schott — Щитовник мужской (2 б)              |
| Marsilea quadrifolia, (L.) — Марсилия четырёхлистная (1)                |
| Marsilea strigosa, (Willd.) — Марсилия щетинистая (0)                   |
| Matteuccia struthiopteris, (L.) Tod. — Страусник обыкновенный (2 а)     |
| Thelypteris palustris, (Schott) — Телиптерис болотный (2 а)             |

| Lycopodióphyta — Плауновидные                                        |
| -------------------------------------------------------------------- |
| Diphasiastrum complanatum, (L.) Holub, — Дифазиаструм сплюснутый (1) |
| Lycopodium annotinum, (L.) — Плаун годичный (1)                      |
| Lycopodium clavatum, (L.) — Плаун булавовидный (1)                   |

| Gymnospérmae — Голосеменные                          |
| ---------------------------------------------------- |
| Juniperus sabina, (L.) — Можжевельник казацкий (2 а) |

## Покрытосеменные
| Magnoliophyta — Покрытосеменные                                                                 |
| ----------------------------------------------------------------------------------------------- |
| Allium delicatulum (Siev.) ex (Schult.) & (Schult.f.) — Лук привлекательный (1)                 |
| Allium inderiense (Fisch.) ex (Bunge) — Лук индерский (2)                                       |
| Allium tulipifolium (Ledeb.) — Лук тюльпанолистный (3)                                          |
| Bupleurum aureum (Fisch.) ex (Hoffm.), 1814 — Володушка золотистая (3)                          |
| Bupleurum falcatum (L.), 1753 — Володушка серповидная (3)                                       |
| Cicuta virosa (L.), 1753 — Вех ядовитый (3)                                                     |
| Eriosynaphe longifolia (Fisch. ex Spreng.) DC. — Пушистоспайник длиннолистный (3)               |
| Ferula caspica (M.Bieb.) — Смолоносица каспийская, или Ферула каспийская (3)                    |
| Ferula tatarica (Fisch.) ex (Spreng.) — Смолоносица татарская, или Ферула татарская (3)         |
| Laser trilobum (Borkh.) ex (G.Gaertn.), (B.Mey.) & (Scherb.), 1799 — Лазурник трёхлопастной (3) |
|                                                                                                 |
|                                                                                                 |

Laser trilobum (Borkh.) ex (G.Gaertn.), (B.Mey.) & (Scherb.), 1799 — Лазурник трёхлопастной (3)
- Ostericum palustre — Маточник болотный (3)
- Palimbia turgaica — Палимбия тургайская (3)
- Pastinaca clausii — Пастернак Клауса (3)
- Pleurospermum uralense — Реброплодник уральский (2)
- Trinia hispida — Триния щетиноволосая (3)
- Trachomitum sarmatiense — Кендырь сарматский (1)
- Calla palustris — Белокрыльник болотный (2)
- Asparagus inderiensis — Спаржа индерская (1)
- Asparagus pallasii — Спаржа Палласа (2)
- Anthemis trotzkiana — Пупавка Корнух-Троцкого (1)
- Artemisia pauciflora — Полынь малоцветковая (3)
- Artemisia salsoloides — Полынь солянковидная (3)
- Centaurea taliewii — Василёк Талиева (1)
- Helichrysum arenarium — Цмин песчаный (5)
- Jurinea ledebourii — Наголоватка Ледебура (3)
- Lactuca quercina — Латук дубравный (1)
- Parasenecio hastatus — Лжекрестовник копьевидный (2)
- Rhaponticum serratuloides — Рапонтикум серпуховидный (3)
- Betula humilis — Берёза приземистая (1)
- Onosma polychroma — Оносма многоцветковая (3)
- Rindera tetraspis — Риндера четырёхщитковая (1)
- Alyssum lenense — Бурачок ленский (3)
- Arabidopsis toxophylla — Резушка стреловидная (1)
- Clausia aprica — Клаусия солнцелюбивая (3)
- Crambe tataria — Катран татарский (3)
- Diplotaxis cretacea — Двурядник меловой (4)
- Lepidium coronopifolium — Клоповник воронцелистный (3)
- Lepidium crassifolium — Клоповник толстолистный (4)
- Matthiola fragrans — Левкой душистый (3)
- Schivereckia hyperborea — Шиверекия северная (2)
- Syrenia cana — Сирения седая (3)
- Adenophora liliifolia — Бубенчик лилиелистный (3)
- Campanula latifolia — Колокольчик широколистный (5)
- Cerastium zhiguliense — Ясколка жигулевская (3)
- Dianthus acicularis — Гвоздика иглолистная (1)
- Dianthus leptopetalus — Гвоздика узколепестная (3)
- Dianthus volgicus — Гвоздика волжская (3)
- Eremogone koriniana — Пустынница Корина (5)
- Gypsophila juzepczukii — Качим Юзепчука (3)
- Gypsophila zheguliensis — Качим жигулевский (3)
- Camphorosma monspeliaca — Камфоросма монпелийская (3)
- Camphorosma songorica — Камфоросма джунгарская (3)
- Petrosimonia triandra — Петросимония трёхтычинковая (3)
- Suaeda prostrata — Сведа лежачая (3)
- Helianthemum nummularium — Солнцецвет монетолистный (3)
- Helianthemum zheguliense — Солнцецвет жигулевский (3)
- Maianthemum bifolium — Майник двулистный (2)
- Convolvulus lineatus — Вьюнок линейчатый (3)
- Hylotelephium zhiguliense — Очитник жигулевский (3)
- Carex arnellii — Осока Арнелла (1)
- Carex disticha — Осока двурядная (3)
- Carex ericetorum — Осока верещатниковая (3)
- Carex lasiocarpa — Осока волосистоплодная (2)
- Carex limosa — Осока топяная (4)
- Cladium mariscus — Меч-трава обыкновенная (1)
- Eriophorum angustifolium — Пушица узколистная (2)
- Eriophorum gracile — Пушица стройная (2)
- Eriophorum vaginatum — Пушица влагалищная (2)
- Schoenus ferrugineus — Схенус ржавый (1)
- Scirpoides holoschoenus — Лжекамыш обыкновенный, или Сцирпоидес обыкновенный (3)
- Cephalaria uralensis — Головчатка уральская (3)
- Knautia tatarica — Короставник татарский (3)
- Scabiosa isetensis — Скабиоза исетская (5)
- Drosera rotundifolia — Росянка круглолистная (1)
- Arctostaphylos uva-ursi — Толокнянка обыкновенная (1)
- Oxycoccus palustris — Клюква болотная (1)
- Vaccinium myrtillus — Черника  (2)
- Vaccinium vitis-idaea — Брусника  (2)
- Euphorbia undulata — Молочай волнистый (3)
- Euphorbia zhiguliensis — Молочай жигулевский (3)
- Mercurialis perennis — Пролесник многолетний (2)
- Astragalus cornutus — Астрагал рогоплодный (3)
- Astragalus helmii — Астрагал Гельма (3)
- Astragalus macropus — Астрагал длинноножковый (5)
- Astragalus sulcatus — Астрагал бороздчатый (3)
- Astragalus temirensis — Астрагал темирский (3)
- Astragalus tenuifolius — Астрагал тонколистный (3)
- Astragalus ucrainicus — Астрагал украинский (3)
- Astragalus wolgensis — Астрагал волжский (5)
- Astragalus zingeri — Астрагал Цингера (3)
- Glycyrrhiza glabra — Солодка голая (3)
- Hedysarum gmelinii — Копеечник Гмелина (3)
- Hedysarum grandiflorum — Копеечник крупноцветковый (5)
- Hedysarum razoumovianum — Копеечник Разумовского (3)
- Lathyrus litvinovii — Чина Литвинова (3)
- Lathyrus niger — Чина чёрная (3)
- Medicago cancellata — Люцерна решетчатая (3)
- Oxytropis floribunda — Остролодочник пышноцветущий (3)
- Oxytropis hippolyti — Остролодочник Ипполита (3)
- Oxytropis knjazevii — Остролодочник Князева (3)
- Corydalis intermedia — Хохлатка промежуточная (3)
- Centaurium uliginosum — Золототысячник болотный (3)
- Gentiana pneumonanthe — Горечавка легочная (3)
- Gentianella lingulata — Горечавочка язычковая (4)
- Globularia punctata — Шаровница крапчатая (5)
- Ornithogalum fischeranum — Птицемлечник Фишера (3)
- Gladiolus tenuis — Шпажник тонкий (3)
- Iris aphylla — Касатик безлистный (3)
- Iris halophila — Касатик солелюбивый (1)
- Iris pumila — Касатик низкий (5)
- Iris sibirica — Касатик сибирский (3)
- Triglochin maritimum — Триостренник морской (5)
- Ajuga glabra — Живучка голая (2)
- Nepeta ucranica — Котовник украинский (5)
- Salvia glutinosa — Шалфей клейкий (2)
- Thymus dubjanskyi — Тимьян Дубянского, или Чабрец Дубянского (3)
- Thymus zheguliensis — Тимьян жигулевский, или Чабрец жигулевский (3)
- Fritillaria meleagroides — Рябчик шахматовидный (3)
- Fritillaria ruthenica — Рябчик русский (5)
- Gagea bulbifera — Гусиный лук луковичный (3)
- Gagea mirabilis — Гусиный лук удивительный (4)
- Lilium pilosiusculum — Лилия опушённая (3)
- Tulipa biebersteiniana — Тюльпан Биберштейна (4)
- Tulipa schrenkii — Тюльпан Шренка (3)
- Goniolimon elatum — Углостебельник высокий, или Гониолимон высокий (5)
- Limonium caspium — Кермек каспийский (2)
- Limonium suffruticosum — Кермек полукустарничковый (1)
- Linum flavum — Лён жёлтый (5)
- Linum perenne — Лен многолетний (5)
- Linum uralense — Лен уральский (3)
- Menyanthes trifoliata — Вахта трёхлистная (3)
- Caulinia minor — Каулиния малая (4)
- Najas major — Наяда большая (4)
- Nuphar pumila — Кубышка малая (4)
- Nymphaea candida — Кувшинка чисто-белая (3)
- Circaea alpina — Двулепестник альпийский (3)
- Circaea quadrisulcata — Двулепестник четырёхбороздный (3)
- Cephalanthera rubra — Пыльцеголовник красный (3)
- Cypripedium calceolus — Венерин башмачок настоящий (3)
- Dactylorhiza fuchsii — Пальчатокоренник Фукса (3)
- Dactylorhiza incarnata — Пальчатокоренник мясо-красный (3)
- Dactylorhiza maculata — Пальчатокоренник пятнистый (3)
- Epipactis atrorubens — Дремлик тёмно-красный (3)
- Epipactis palustris — Дремлик болотный (3)
- Epipogium aphyllum — Надбородник безлистный (4)
- Gymnadenia conopsea — Кокушник длиннорогий (3)
- Hammarbya paludosa — Гаммарбия болотная (1)
- Herminium monorchis — Бровник одноклубневый (1)
- Liparis loeselii — Липарис Лезеля (1)
- Listera ovata — Тайник яйцевидный (1)
- Neottia nidus-avis — Гнездовка обыкновенная (3)
- Neottianthe cucullata — Неоттианта клобучковая (1)
- Orchis militaris — Ятрышник шлемовидный (3)
- Orchis ustulata — Ятрышник обожжённый (1)
- Platanthera bifolia — Любка двулистная (3)
- Parnassia palustris — Белозор болотный (2)
- Plantago cornuti — Подорожник Корнута (5)
- Plantago maxima — Подорожник наибольший (5)
- Plantago salsa — Подорожник солончаковый (3)
- Bromopsis benekenii — Кострец Бенекена (3)
- Catabrosella humilis — Катаброзочка низкая (4)
- Cinna latifolia — Цинна широколистная (1)
- Cleistogenes squarrosa — Змеёвка обыкновенная (3)
- Drymochloa sylvatica — Лесовка лесная (3)
- Elytrigia pruinifera — Пырей инееватый (4)
- Helictotrichon schellianum — Овсец Шелля (3)
- Koeleria sclerophylla — Тонконог жестколистный (5)
- Neoholubia pubescens — Овсец опушённый (3)
- Pholiurus pannonicus — Чешуехвостник паннонский (2)
- Poa saksonovii — Мятлик Саксонова (3)
- Psathyrostachys juncea — Ломкоколосник ситниковый (3)
- Stipa dasyphylla — Ковыль опушеннолистный (3)
- Stipa korshinskyi — Ковыль Коржинского (3)
- Stipa pennata — Ковыль перистый (5)
- Stipa pulcherrima — Ковыль красивейший (3)
- Stipa tirsa — Ковыль узколистный (3)
- Stipa zalesskii — Ковыль Залесского (3)
- Polemonium caeruleum — Синюха голубая (3)
- Polygala sibirica — Истод сибирский (3)
- Atraphaxis frutescens — Курчавка кустарниковая (3)
- Atraphaxis replicata — Курчавка отогнутая (3)
- Bistorta officinalis — Змеевик лекарственный (3)
- Primula macrocalyx — Первоцвет крупночашечный (3)
- Trientalis europaea — Седмичник европейский (2)
- Chimaphila umbellata — Зимолюбка зонтичная (3)
- Moneses uniflora — Одноцветка одноцветковая (2)
- Pyrola chlorantha — Грушанка зеленоцветная (3)
- Pyrola minor — Грушанка малая (3)
- Pyrola rotundifolia — Грушанка круглолистная (3)
- Aconitum septentrionale — Борец северный (3)
- Adonanthe vernalis — Желтоцвет весенний (5)
- Adonanthe volgensis — Желтоцвет волжский (5)
- Anemonoides altaica — Ветреничка алтайская (3)
- Anemonoides × — Ветреничка Коржинского (3)
- Clematis integrifolia — Ломонос цельнолистный (4)
- Delphinium subcuneatum — Живокость почти-клиновидная (4)
- Pulsatilla patens — Прострел раскрытый (5)
- Pulsatilla pratensis — Прострел луговой (2)
- Ranunculus lingua — Лютик языколистный (2)
- Ranunculus polyphyllus — Лютик многолистный (4)
- Ranunculus polyrhizos — Лютик многокорневой (3)
- Trollius europaeus — Купальница европейская (3)
- Comarum palustre — Сабельник болотный (3)
- Cotoneaster laxiflorus — Кизильник черноплодный (5)
- Crataegus volgensis — Боярышник волжский (5)
- Potentilla erecta — Лапчатка прямая (2)
- Asperula exasperata — Ясменник шероховатый (3)
- Asperula petraea — Ясменник скальный (4)
- Dictamnus caucasicus — Ясенец кавказский (3)
- Salix lapponum — Ива лапландская (2)
- Salix rosmarinifolia — Ива розмаринолистная (3)
- Chrysosplenium alternifolium — Селезеночник очереднолистный (3)
- Digitalis grandiflora — Наперстянка крупноцветковая (1)
- Linaria incompleta — Льнянка неполноцветковая (3)
- Pedicularis dasystachys — Мытник мохнатоколосый (3)
- Scrophularia umbrosa — Норичник теневой (3)
- Veronica officinalis — Вероника лекарственная (2)
- Daphne mezereum — Волчеягодник обыкновенный (3)
- Valeriana tuberosa — Валериана клубненосная (5)
- Viola epipsila — Фиалка лысая, или Фиалка сверху-голая (1)
- Viola riviniana — Фиалка Ривиниуса (4)

### Животные
В новое издание 2021 года в Красную книгу внесены 19 видов – водных беспозвоночных, 111 – наземных беспозвоночных, 2 – круглоротых, 16 – костных рыб, 1 – амфибий, 6 – рептилий, 68 – птиц и 27 – млекопитающих (в скобках указана категория редкости).